# Reflujo

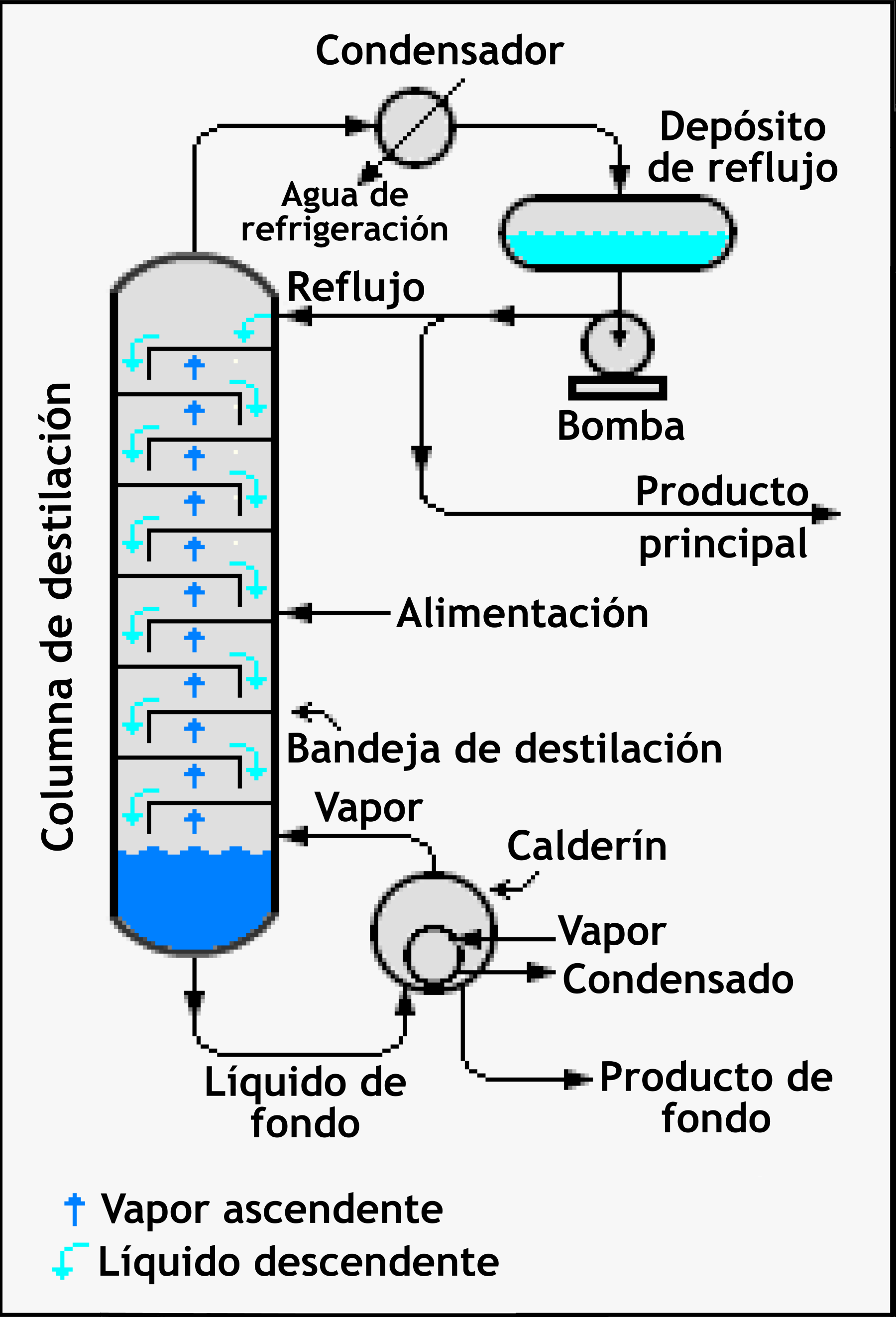
El sistema de reflujo en una columna de destilación industrial típica

El reflujo es una técnica que implica la condensación de vapores y el retorno de este condensado al sistema del que se originó. Se utiliza en destilaciones industriales y de laboratorio. También se usa en química para suministrar energía a las reacciones durante un largo período de tiempo. 

## Reflujo en destilación industrial
El término reflujo es muy utilizado en industrias que utilizan columnas de destilación y fraccionadores a gran escala, tales como refinerías de petróleo, plantas petroquímicas y químicas, y plantas de procesamiento de gas natural. 
En ese contexto, reflujo se refiere a la porción del producto líquido superior de una columna de destilación o fraccionador que se devuelve a la parte superior de la columna como se muestra en el diagrama esquemático de una columna de destilación industrial típica. Dentro de la columna, el líquido de reflujo que fluye hacia abajo proporciona enfriamiento y condensación de los vapores que fluyen hacia arriba, aumentando así la eficiencia de la columna de destilación. 
Cuanto más reflujo se proporciona para un número dado de placas teóricas, mejor es la separación de la columna de materiales de menor ebullición de materiales de mayor ebullición. Por el contrario, para una separación deseada dada, cuanto más reflujo se proporciona, menos placas teóricas se requieren.

## Reflujo en reacciones químicas
Se coloca una mezcla de reactivos y disolvente en un recipiente adecuado, tal como un matraz de fondo redondo. Este recipiente está conectado a un condensador Liebig o Vigreux refrigerado por agua, que normalmente está abierto a la atmósfera en la parte superior. El recipiente de reacción se calienta para hervir la mezcla de reacción; los vapores producidos a partir de la mezcla son condensados por el condensador y regresan al recipiente a través de la gravedad. El propósito es acelerar térmicamente la reacción conduciéndola a una temperatura elevada y controlada (es decir, el punto de ebullición del solvente) y presión ambiental sin perder grandes cantidades de la mezcla.
El diagrama muestra un aparato de reflujo típico. Incluye un baño de agua para calentar indirectamente la mezcla. Como muchos solventes utilizados son inflamables, el calentamiento directo con un mechero Bunsen generalmente no es adecuado, y se emplean alternativas como un baño de agua, baño de aceite, baño de arena, placa eléctrica o manta calefactora.

## Reflujo en destilación de laboratorio

Aparato de laboratorio que utiliza reflujo para suministrar energía a reacciones químicas. Se utiliza un matraz Erlenmeyer como matraz receptor. Aquí el cabezal de destilación y la columna de fraccionamiento se combinan en una sola pieza.

El aparato que se muestra en el diagrama representa una destilación por lotes en lugar de una destilación continua. La mezcla de alimentación líquida que se va a destilar se coloca en el matraz de fondo redondo junto con unos pocos gránulos anti-golpes y la columna de fraccionamiento se ajusta en la parte superior. A medida que la mezcla se calienta y hierve, el vapor sube por la columna. El vapor se condensa en las plataformas de vidrio (conocidas como placas o bandejas) dentro de la columna y vuelve a descender hacia el líquido que se encuentra debajo, por lo que refluye el vapor destilado que fluye hacia arriba. La bandeja más caliente está en la parte inferior de la columna y la bandeja más fría está en la parte superior. En condiciones de estado estacionario, el vapor y el líquido en cada bandeja están en equilibrio. Solo el más volátil de los vapores permanece en forma gaseosa hasta la parte superior. El vapor en la parte superior de la columna luego pasa al condensador, donde se enfría hasta que se condensa en un líquido. La separación se puede mejorar con la adición de más bandejas (a una limitación práctica de calor, flujo, etc.). El proceso continúa hasta que todos los componentes más volátiles en la alimentación líquida hierven de la mezcla. Este punto puede reconocerse por el aumento de temperatura que se muestra en el termómetro. Para la destilación continua, la mezcla de alimentación ingresa en el medio de la columna. 

## Reflujo en la destilación de bebidas
Al controlar la temperatura del condensador, a menudo llamado deflegmator, un destilador puede usar un reflujo para garantizar que los componentes de mayor punto de ebullición regresen al matraz mientras los elementos más livianos se pasan a un condensador secundario. Esto es útil para producir bebidas alcohólicas de alta calidad, al tiempo que garantiza que los componentes menos deseables (como los alcoholes de fusel) se devuelvan al matraz primario. Para las bebidas espirituosas neutras de alta calidad (como el vodka), o las bebidas espirituosas con sabor a destilación (ginebra, ajenjo), se puede aplicar un proceso de destilación múltiple o filtrado de carbón para obtener un producto que carece de cualquier sugerencia de su material original para la fermentación. La geometría del alambique también juega un papel en la determinación de cuánto reflujo ocurre. En un alambique, si el tubo que va de la caldera al condensador, el brazo de lyne, está inclinado hacia arriba, más líquido tendrá la oportunidad de condensarse y regresar a la caldera, lo que aumentará el reflujo. Los resultados típicos pueden aumentar la producción hasta un 50% sobre el condensador básico de tipo gusano. La adición de una "bola de ebullición" de cobre en el camino crea un área donde la expansión de gases dentro de la bola causa enfriamiento y posterior condensación y reflujo. En una columna, la adición de materiales inertes en la columna (por ejemplo, empaque) crea superficies para la condensación temprana y conduce a un mayor reflujo. 

## Reflujo en bioquímica
Una solución concentrada de cianuro de amonio, a reflujo durante unos días, produce adenina, un componente del ADN. Esto proporciona una pista sobre el origen de la vida en la tierra.

## Galería
| |
| El tolueno se calienta a reflujo con sodio-benzofenona como desecante antes de destilarlo para dar tolueno puro libre de oxígeno y agua |

|                                                           |
| Columnas de fraccionamiento industriales que usan reflujo |

|                                          |
| Aparato de síntesis orgánica con reflujo |

## Otras lecturas
- Componentes de la columna de destilación Archivado el 15 de octubre de 2006 en Wayback Machine., Dr. Ming Tham, Universidad de Newcastle, Reino Unido.

- Datos: Q898610